# Sá Viana Futebol Clube
O Sá Viana Futebol Clube é um clube brasileiro de futebol, da cidade de Uruguaiana, no estado do Rio Grande do Sul. Suas cores são verde, vermelho e branco.

## História
O Sá Viana foi fundado no dia 20 de fevereiro de 1940. Seu nome é uma homenagem à ao Dr. Manoel Sá Viana, jurista brasileiro que havia morado na Argentina e cujo busto estava localizado à beira do Rio Uruguai. Foram fundadores do Sá Viana: Vítor Pereira da Silva, Derly Pratto, Pedro Portugal, Edgard Andreolli, Setímio Mandarino Lopes, Santiago Bellini, João Luiz Neves, Vicente Torres, Tasso Portugal, Mário Gomes de Souza, Alfredo Andreolli e Darci Andrade.
Em 1948, o Sá Viana sagrou-se campeão estadual de amadores (feito que seria repetido em 1951), ao golear o Atlântico de Erechim por 9 a 0. No ano de 1952, conquistou o seu maior título: o do Campeonato Gaúcho da Segunda Divisão, no primeiro ano de disputa da competição, derrotando o Santa Cruz na final.
Sua última participação na Primeira Divisão estadual foi no ano de 1976, atualmente funciona apenas como clube social.

## Títulos

### Estaduais
- Campeonato Gaúcho - Série A2: 1952.
- Campeonato Citadino de Uruguaiana: 5 vezes (1947,  1948, 1951, 1952 e 2002).

### Outras conquistas

#### Torneios estaduais
- Campeonato Gaúcho de Amadores: 2 vezes (1948 e 1951).